# Parsonsia largiflorens
Parsonsia largiflorens är en oleanderväxtart som först beskrevs av Ferdinand von Mueller och George Bentham, och fick sitt nu gällande namn av Stanley Thatcher Blake. Parsonsia largiflorens ingår i släktet Parsonsia och familjen oleanderväxter. Inga underarter finns listade i Catalogue of Life.